# Liste der Naturdenkmale in Gerach (bei Idar-Oberstein)
Die Liste der Naturdenkmale in Gerach nennt die im Gemeindegebiet von Gerach ausgewiesenen Naturdenkmale (Stand 15. Juli 2013).

## Naturdenkmale
| Nr.         | Bezeichnung | Lage                       | Beschreibung | Bild                                    |
| ----------- | ----------- | -------------------------- | ------------ | --------------------------------------- |
| ND-7134-380 | Linde       | Ringstraße, bei Nr. 2 Lage | Tilia sp.    | Direkt Bild zu diesem Denkmal hochladen |